# التهاب العظم السنخي
التهاب العَظْمِ السِّنْخِيّ هو التهاب العظم السنخي (أي النتوء السنخيّ للفك السفلي أو العلوي). وبالعادة يحدث الالتهاب كمضاعفات ما بعد اقتلاع الأسنان.
التهاب العظم السنخي يحصل عادة عندما لا تتكون خثرة الدم أو عندما تُهدر الخثرة في التجويف (أي الاختلال الحاصل لللثة في مكان اقتلاع السن). يتم تخليف تجويف فارغ مكان السن المُقتلع مما يجعل العظام مكشوفة للتجويف الفموي، مُسببّة جفافا موضعيا للسنخ مُقيدًا بالطبقة الجافيّة (أي؛ طبقة العظام التي تُغطي السنخ (التجويف)). هذا النوع من الالتهاب السنخيّ يُعرف باسم السنخ الجاف أو التهاب السنخ بانحلال الفبرين، وترافقه الآلام وإعاقة للشفاء.
السنخ الجاف يحصل في ما يقارب 0,5- 5% من حالات اقتلاع الأسنان الاعتيادية،  وفي ما يقارب 25- 30% من عمليات اقتلاع الرّحى الثالث المُتراصّ (أي أسنان العقل المخفيّة في عظام الفكين).
جنينيًا
السنخ يُعزى للتجويف، نتوء السنخ التابع لعظام الفك العلوي والسفلي؛ اما الالتهاب فهو مشتق من كلمتين يونانيتين «عظم» و «التهاب».
التهاب العظام هو مصطلح يستخدم للدلالة على التهابات العظام الخارجية دون أي تقدم خلال نخاع العظم.
عادةً ما يرادف مصطلح «التهاب العظم السنخي» مصطلح «السنخ الجاف»، لكن البعض خصص مصطلح الجفاف للالتهابات محددة المواقع ذات البؤر. مثال لأحد أنواع التهابات العظام هو الالتهاب المُصلّب/ التهاب العظم المُكثّف. تم وصف السنخ بالجاف نظرا لما يوحيه شكل السنخ بعد فقدان خثرة الدم وانجراف الفُتات.

## التصنيف
بما أن السنخ الجاف يكون بالتحديد تبعًا لعمليات اقتلاع الأسنان، فيمكن تصنيفه كمضاعفات أو كحالة طبيّة المنشأ، لكن هذا لا يأخذ في عين الاعتبار أمرين هما: سبب اقتلاع السن (قد يكون اقتلاع السن لا يمكن جنبه نظرًا للألم والعدوى) وحقيقة أن التهاب السنخ الجاف قد يكون سببا لضعف الاستجابة لتعليمات ما بعد عملية الاقتلاع، بالشكل الخاص الامتناع عن التدخين في الأيام اللاحقة للعملية.

## الأعراض والعَلامات
بما أن التهاب العظم السنخي ليس بالدرجة الأولى التهابا مُنتنًا أو عدوى، فلا ترافقه بالعادة أي حمى أو تضخُّم للغدد في منطقة الرقبة، فقط وذمة صغيرة وبعض الإحمرار للأنسجة الرخوة في منطقة الجيب.

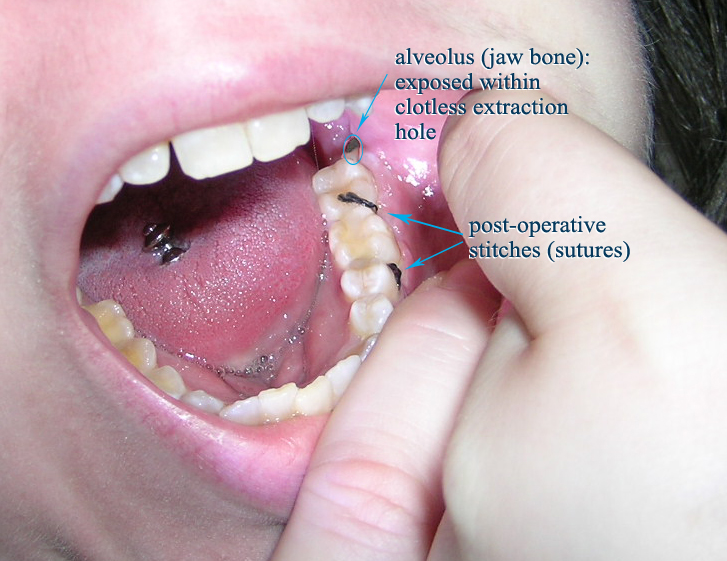

الصورة الثانية: المكان الأكثر عرضة للإصابة بالأسناخ الجافة: في تجاويف أسنان الرحى الثالثة المقلوعة (أسنان العقل).
العلامات يمكن أن تتضمن:
•تجويف فارغ، خالي بشكل جزئي أو تام من خثرة الدم. حيث أن العظام المكشوفة قد تكون ظاهرة للعيان أو قد تكون الخثرة مملوءة ببقايا الطعام التي تجعل العظام عارية لحظة إزالة البقايا. كما أن العظام العارية مؤلمة لأقصى حد وحساسة للمس. كما أن النسيخ الرخوي المحتنق الذي يحيط بالعظام المكتشفة قد يغطي العظام العارية مما يسبب مشكلة عند الفحص.
•جدران عظام عارية.
الأعراض يمكن أن تتضمن:
•آلام خافقة وموجعة بين المتوسط والشديد في منطقة التجويف، وقد تنتقل لأجزاء أخرى من الرأس كالأذن، والعين، والرقبة. وتبدأ الآلام في الظهور عادة في اليوم الرابع بعد الاقتلاع  ويمكن أن تمتد من عشرة إلى أربعين يوم. وقد تكون هذه الآلام أقوى من أن تسكنها أقوى المسكنات الطبية.
•رائحة نفس كريهة.
•مذاق كريه في الفم.

## المُسببات
أسباب التهاب العظم السنخي ليست مفهومة بشكل كامل. وفي الوضع الطبيعي يتبع اقتلاع الأسنان تسرب للدم داخل تجويف السن المُقتلع، فتتكون خثرة الدم. ويتم استبدال خثرة الدم بنسيج حبيبي يتكون من أرومات ليفية متوالدة وخلايا بطانية مشتقة من بقايا غشاء السن الداعم الذي يحيط بالعظم السنخي والغشاء المخاطي اللثوي. ويتحول ذلك مع الوقت إلى عظام خشنة ليفية وأخيرًا إلى عظام محبوكة ناضجة. وقد يفشل تكوين خثرة الدم بسبب فقر إمدادات الدم (الأسباب الثانوية والموضعية كالتدخين، والموقع التشريحي، وكثافة العظام والظروف التي تؤدي لتكوين العظام الشفافة). قد تُهدر الخثرة بعد تكونها بسبب شطف الفم المبالغ به، أو التحلل المُبكر بسبب انحلال الفبرين. ويعرف انحلال الفبرين هو اضمحلال الخثرة وقد يكون بسبب تحوّل مولد البلازمين إلى بلازمين ومن ثم تكوين الكنينات. إن العوامل التي تعزز انحلال الفبرين تتضمن الرضوخ والاستروجينات والبايروجينات من البكتيريا.
وقد تستعمر البكتيريا التجويفات بشكل ثانوي، وتؤدي إلى انحلال إضافي للخثرة. إن انحلال الفبرين والانكسار البكتيري هي عوامل جوهرية مساهمة لانحلال الخثرة. وإن نسيج العظام المكشوف للبيئة الفموية والتفاعلات الالتهابية المتمركزة يحدث في المناطق المجاورة لمادة اللب. ويمركز هذا التهاب جدران التجويف مما يكوِّن النخر.
ويتم فصل العظام النخرية بجدران التجويف من خلال خلايا تحليل العظام وقد تتكون الأوشظة المتجزأة. ويبدو أنْ عظام الفكين تمتلك مقاومة متجددة لهذا النتوء. وتكون الحالة خطرة أكثر عندما تُكشف العظام في مناطق أخرى في جسم الإنسان.
تحصل عمليات إعاقة للشفاء في السنخ الجاف لأن النسيج يجب أن ينمو من النسيج المخاطي الفموي المحيط، الأمر الذي يأخذ وقتا أطول من التكون العادي لخثرة الدم. بعض المرضى قد يتعرضوا لرائحة فم كريهة قصيرة المدى  بسبب تعثر بقايا الطعام في التجويف يتبعه عمل البكتيريا. والأسباب الرئيسية لتطور السنخ الجاف مشروحة أدناه.

### مكان الاقتلاع
الأسناخ الجافة تحدث بعظام الفك السفلي أكثر منها في العلوي، بسبب ضعف إمدادات الدم في العظم السفلي ولأن بقايا الطعام تميل للتجمع في التجويفات السفلية أكثر منها في العلوية. , تحدث في الأسنان الخلفية أكثر من حدوثها في الأسنان الأمامية،  ربما بسبب حجم التجويف الناجم عن اقتلاع الأسنان الخلفية أكبر منه في الأمامية، ولأن إمدادات الدماء أضعف نسبيا في الأسنان الخلفية. الأسناخ الجافة مقترنة بشكل خاص باقتلاع أسنان العقل. والشطف الشحيح للتجويف يرافق الاحتمالات العالية للإصابة بالسنخ الجاف.

### العدوى
السنخ الجاف أرجح في الحصول في المناطق التي تعاني من عدوى فموية سابقة،  مثل التهاب اللِّثَةِ التَّقَرُّحِيُّ النَّاخِر والتهاب دَوَاعِمِ السِّنِّ الذرويُّ المُزْمِن. أسنان العقل غير المرافقة لالتهاب حوائط التاج أقل احتمالا للإصابة بالسنخ الجاف عند اقتلاعها. لقد بُرهن أن مِجْهَرِيَّاتُ البُقْعَة الفموية لديها عمل مشابه لانحلال الفبرين في بعض الأشخاص وهؤلاء الأشخاص لديهم الاستعداد الوراثي للإصابة بالسنخ الجاف بعد عمليات اقتلاع الاسنان. العدوى التي تتبع اقتلاع الأسنان تختلف عن الإصابة بالسنخ الجاف، لكن من الجدير بالذكر أن العدوى قد تحصل تبعا للسنخ الجاف كأمر ثانوي.

### التدخين
التدخين والتبغ يسببان ارتفاع خطر للإصابة بالسنخ الجاف. قد يكون النيكوتين هو السبب الجزئي نظرا لما يسببه من تضييق لأوعية الدم الصغيرة. إن الامتناع عن التدخين في الأيام التابعة لعملية اقتلاع الأسنان يقلل خطر الإصابة بالسنخ الجاف.

### الرضوخ الجراحية
عمليات الاقتلاع الصعبة للأسنان قد تسبب الأسناخ الجافة. يُعتقد أنه بازدياد القوة الضاغطة على السن لاقتلاعه، أو التحريك المبالغ للسن يصقل جدران النسيج العظمي للتجويف ويسحق الأوعية الدموية مما يجعل عملية الإصلاح صعبة. كما تم بيان أن الأسناخ الجافة أكثرعرضة للحصول عندما يكون الطبيب الجرّاح لا يمتلك الخبرة الكافية لإتمام العملية. على الأرجح بسبب التحريك أو القوة المبالغ في استخدامهما.

### مُضييقات الأوعية الدموية
توجد مُضييقات الأوعية الدموية في معظم المُخدِرات الموضعية، ويتم استخدامها لإطالة التخدير عبر تقليل إمدادات الدم، الأمر الذي يقلل كمية المُسكن التي يتم امتصاصها ونقلها عبر الدم، إن استخدام المسكنات الموضعية التي تحتوي على عوامل تضييق الأوعية تعد من العوامل التي تزيد احتمالية الإصابة بالأسناخ الجافة. إن الاستخدام المتكرر للمسكنات الموضعية غير المحتوية على عوامل تضييق الأوعية الدموية لا تفي بالغرض فيما يتعلق بالتخدير، خاصة عند وجود آلام حادة وعدوى، مما يعني أن جرعة المُسكن يجب زيادتها. خلال عملية اقتلاع الأسنان يتم الموازنة بين الآلام التي يتعرض لها المريض وخطر الإصابة بالسنخ الجاف.

### الاسْتِشْعَاع
عند تعرض نسيج عظام الفكين للأشعة يؤدي ذلك إلى عدة تغييرات في النسيج، تؤدي إلى انخفاض في إمدادات الدم.

## التشخيص
الآلام الخاصة بالسنخ الجاف تبدأ بالظهور من اليوم الثاني لليوم الرابع بعد عملية الاقتلاع. وأية أسباب أخرى للآلام الظاهرة بعد عملية الاقتلاع تبدأ الظهور بعد انتهاء مفعول المُخدر، (مثال: الآلام الاعتيادية المرافقة للرضوخ الجراحية أو كسر الفك السفلي) وقد تتأخر بعض الآلام في الظهور (مثال: التهاب نخاع العظم، يسبب آلاما بعد عدة اسابيع من إتمام عملية اقتلاع الأسنان). وتشمل الفحوصات الطبية الشطف الرقيق بالسالين الدافئ وجس التجويف. وفي بعض الأحيان يُكسر جزء من جذور الأسنان عند اقتلاعها فتبقى الكسور في التجويف. وهذا قد يكون سببا آخر للآلام في التجويفات ومسببا لتأخير العلاج. ويمكن الكشف عن مشكلة الكسور المحفوظة في التجويفات عن طريق صور الأشعة.

## الوقاية
هنالك دراسات مُنظمة برهنت ببعض الأدلة على أن شطف تجاويف الأسنان المقتلعة بالكلوروهيكسيدين (0.12% أو 0.2%) أو بالكلوروهيكسيدين الهلاميّ (0.2%) يقلل خطر الإصابة بالتهاب السنخ الجاف. وهناك دراسة منظمة أخرى حسمت أدلة على أن مضادات البروبايلاتك الحيوية تقلل خطر الإصابة بالسنخ الجاف بعد اقتلاع أسنان العقل، لكن استخدام هذه المضادات يرافقه ارتفاع في أعراض جانبية بسيطة ومؤقتة وعكسية التأثير. وقد تم السؤال عن إذا كانت معالجة 12 مريض بالمضادات الحيوية لتفادي عدوى واحدة ستكون إيجابياتها تفوق سلبياتها وذلك بعرض العوارض الجانبية المحتملة ومقاومة المضادات الحيوية. وعلى الرغم من ذلك، هنالك أدلة أن الأفراد الذين لا يعانون من أي أخطار يستفيدون من المضادات الحيوية. كما أن هنالك أدلة أخرى تبين أن عوامل المضادات الحيوية المضافة للتجاويف بعد عمليات الاقتلاع تقلل خطر الإصابة بالسنخ الجاف.
بعض أطباء الأسنان والجراحين يقومون بنضر الجدران العظمية للتجاويف بشكل منتظم لتفعيل نزيف الدماء إيمانا بأن ذلك يقلل من خطر الإصابة بالسنخ الجاف، لكن ليس هنالك أي ادله علمية تدعم هذا الاعتقاد. من المفيد أن تكون عمليات اقتلاع الأسنان في الأيام الخالية من مكملات الإستروجين (الأيام 23-28 من الدورة الشهرية) لدى النساء اللاتي ينظمن الحمل عن طريق الحبوب. كما أنه من الجيد أيضا قياس الأسنان المراد خلعها في الأيام السابقة ليوم العملية.
لتفادي التهاب العظم السنخي يمكن الالتزام بتعمليات ما بعد العملية؛ مثل:
1-الالتزام بالأدوية التي يصفها الطبيب.
2-تجنب شرب السوائل الساخنة ليوم أو يومين. حيث أن السوائل الساخنة تزيد من الدم المتدفق للتجويف مما يعيق تكوين خثرة الدم. مما يعني أن المشروبات والسوائل الباردة جيدة لإتمام عملية تكوين الخثرة ومنع انحلالها.
3-تجنب التدخين يقلل إمدادات الدم، مسببا نقص تروية النسيج، وانخفاض تشريب النسيج وبالنهاية احتمالية أكبر للإصابة بالتجاويف المؤلمة.
4-تجنب الشرب عبر القشة أو البصق بقوة لأن ذلك يصنع ضغطا سالبا في التجويف الفموي مما يؤدي إلى عدم استقرار خثرة الدم في التجويف.

## العِلاج
العلاج بالعادة يُخلف أعراضا ويكون التخلص منها عن طريق (المُسكنات الطبية) والتخلص من بقايا الطعام في التجويفات باستخدام السالين أو المخدرات الموضعية، كما توضع الضمادات الطبية في التجاويف وبالرغم من أنها ستأخر عملية الشفاء كونها أجساما غريبة إلا أنها ضروروية بسبب الآلام الموجعة. ويتم إيقاف استخدام الضمادات عندما يتوقف الألم. ومن الأمثلة على الضمادات الطبية مضادات البكتيريا والمُسكنات الموضعية والمبلدات أو ثلاثتها معا مثل: أوكسيد الزنك والايجونول على ضمادات القطن، دينتالون نترات البزموث وعجينة اليود على ضمادة مطاطية. ولا توجد أي أدلة فعلية تثبت فعالية أي علاج. ويراجع الأشخاص الذين يعانون من الأسناخ الجافة الطبيب عدة مرات بعد عملية الاقتلاع ليتم إزالة الضمادات القديمة ثم تشطف الأسناخ ويتم وضع ضمادات جديدة. ولا يخفى علينا أن كشط التجويف يزيد من الآلام التي يتعرض لها المريض وغير مشجع به.

## التوقّعات
إذا أصيب المريض بالتهاب العظم السنخي، ستزيد مدة الشفاء الكامل. وستكون الآلام التالية لعملية الاقتلاع أسوء حالا منها في حالات العمليات الجراحية الاعتيادية. وقد تدوم الآلام لما يقارب 7-40 يوم.

## الوبائيات
إجمالا، احتمالية الإصابة بالسنخ الجاف تقارب 0.5-5% من عمليات الاقتلاع الروتينية،  وحوالي 25-30% لعمليات اقتلاع أسنان الرحى الثالث (أسنان العقل المدفونة في العظام).
والإناث هن الأكثر عرضة للإصابة نظرا لاستخدامهن لأدوية منع الحمل والإصابة ليست أمرا خاصا بجنس الإناث. وتحدث معظم حالات الأسناخ الجافة للذين تتراوح أعمارهم بين العشرين والأربعين سنة، حيث تحصل معظم عمليات الاقتلاع. مع أنها أكثر احتمالا للحدوث عند التقدم في السن.
وهناك عوامل أخرى تزيد من خطر الإصابة تتضمن مَرَضُ دَوَاعِمِ السِّنّ والتهاب اللثة التقرحي الناخر الحاد وأمراض العظام الموضعية وداء ترخم العظام وتصخر العظام وخلل التنسج العظمي، بالإضافة إلى كون المريض قد تعرض لعمليات اقتلاع سابقة وقلة النظافة الشخصية للفم. أما العوامل المسببة لتحلل الخثرة والمتعلقة بمرحلة ما بعد عملية الاقتلاع هي البصق بقوة واستخدام الشقة لشرب السوائل والكحة والعطس.

## الاشتقاق
السنخ يُعزى للتجويف، نتوء السنخ التابع لعظام الفك العلوي والسفلي؛ أما الالتهاب فهو مشتق من كلمتين يونانيتين «عظم» و «التهاب».
التهاب العظام هو مصطلح يستخدم للدلالة على التهابات العظام الخارجية دون أي تقدم خلال نخاع العظم (مقارنة بالتهاب مخ العظم).
عادةً، مصطلح التهاب الأسناخ الجافة يُعتبر مرادفًا للسنخ الجاف، لكن البعض يستخدم مصطلح الأسناخ الجافة للحديث عن التهاب السنخ الجاف الموضعي والبؤري. وهناك نوع آخر من أنواع الأسناخ الجافة هو الالتهاب المُصلب/المكثف البؤري. وتم استخدام وصف الجفاف بسبب مظهر التجويف بعد خسارة الخثرة والتخلص من بقايا الطعام يوحي بالجفاف.